# Witkeelfijifluiter
De witkeelfijifluiter (Pachycephala vitiensis) is een zangvogel uit de familie Pachycephalidae (dikkoppen en fluiters). 

## Verspreiding en leefgebied
Deze soort is endemisch in zuidelijk Fiji en telt drie ondersoorten:
- P. v. kandavensis: Kandavu (Fiji).
- P. v. lauana: zuidelijk Lau-eilanden (Fiji).
- P. v. vitiensis: Ngau (Fiji).

## Status
De grootte van de populatie is niet gekwantificeerd maar de soort wordt omschreven als algemeen. Op de Rode lijst van de IUCN heeft deze soort de status niet bedreigd.